# Шервуд, Билли
Уильям Уаймен Шервуд (англ. William Wyman Sherwood; 14 марта 1965 года) — американский мультиинструменталист, вокалист и музыкальный продюсер. Он наиболее известен по своим выступлениям в британской прогрессивной рок-группе Yes в качестве гитариста и клавишника в 1994 году и с 1997 по 2000 год, а также как басист с 2015 года, после смерти оригинального басиста Криса Сквайра. Он также известен по работе с бывшими и нынешними участниками Yes в других проектах.

## Биография
Шервуд родился 14 марта 1965 года в Лас-Вегасе, штат Невада. Он родился в музыкальной семье; его отец Бобби Шервуд был актером, музыкантом и руководителем биг-бэнда, а его мать Филлис — бывшая певица и барабанщица. Его брат Майкл был певцом и клавишником. Крестным отцом Шервуда был комик Милтон Берл.

### Yes
К 1989 году Yes потерпели неудачу, когда вокалист Джон Андерсон ушел из группы и сформировал Anderson Bruford Wakeman Howe (ABWH). Шервуда пригласили поджемовать с оставшимися участниками Yes, басистом Крисом Сквайром, гитаристом Тревором Рэбином, барабанщиком Аланом Уайтом и клавишником Тони Кэйем, с намерением, чтобы Шервуд был ведущим вокалистом. К тому времени, как пятеро записали несколько демо, они объединились с участниками ABWH в 1990 году, чтобы стать формированием из восьми участников Yes, которое просуществовало до 1992 года. Две группы записали песни для Union (1991), в котором есть первая песня, которую Шервуд и Сквайр написали вместе, «The More We Live - Let Go». Шервуд завязал дружбу со Сквайром, которая привела его к работе с ним на протяжении следующих 20 лет.
В 1994 году Шервуд гастролировал с Yes в качестве дополнительного гитариста и клавишника в их туре в поддержку Talk (1994). Шервуд был сопродюсером новых студийных треков для их альбомов Keys to Ascension (1996) и Keys to Ascension 2 (1997). После ухода Рика Уэйкмана в 1997 году Шервуд и Сквайр продолжили писать песни, которые Yes решили записать для своего следующего студийного альбома Open Your Eyes (1997). Это сделало Шервуда постоянным участником группы, играющим на ритм-гитаре и клавишных. С приходом клавишника Игоря Хорошева в 1997 году Шервуд остался заниматься бэк-гитарой и вокалом на живых выступлениях. В 2000 году, после записи и тура в поддержку их следующего альбома The Ladder (1999), Шервуд покинул группу.
19 мая 2015 года было объявлено, что Сквайр будет проходить лечение от острого эритроидного лейкоза, и что Yes продолжит свой тур по Северной Америке 2015 года с Шервудом, исполняющим роль Сквайра. После смерти Сквайра 27 июня 2015 года Шервуд стал постоянным басистом Yes. Его первым студийным альбомом с Yes после возвращения в группу стал The Quest (2021).

## Дискография
Сольная дискография:
- The Big Peace (1999)
- No Comment (2003)
- At the Speed of Life (2008)
- Oneirology (2010)
- What Was the Question? (2011)
- The Art of Survival (2012)
- Divided by One (2014)
- Collection (2015)
- Archived (2015)
- Citizen (2015)
- Citizen: In the Next Life (2019)

С World Trade:
- World Trade (1989)
- Euphoria (1995)
- Unify (2017)

С Lodgic:
- Nomadic Sands (1985)

С Yes:
- Open Your Eyes (1997)
- The Ladder (1999)
- House of Yes: Live from House of Blues (2000)
- Topographic Drama – Live Across America (2017)
- Yes 50 Live (2019)
- The Royal Affair Tour: Live from Las Vegas (2020)
- The Quest (2021)
- Mirror to the Sky (2023)

C Conspiracy:
- Conspiracy (2000)
- The Unknown (2003)
- Conspiracy Live (2006)

C Circa:
- Circa 2007 (2007)
- Circa Live (2009, + DVD 2008)
- Circa HQ (2009)
- Overflow (2009)
- And So On (2011)
- Live From Here There & Everywhere (2013)
- Valley Of The Windmill (2016)